# Szopowate
Szopowate (Procyonidae) – rodzina ssaków łożyskowych z podrzędu psokształtnych (Caniformia) w obrębie rzędu drapieżnych (Carnivora). W zapisie kopalnym są znane od oligocenu.

## Występowanie i biotop
Szopowate są ssakami Nowego Świata – występują w Ameryce Północnej i Południowej – od południowej Kanady po południową Argentynę. Zajmują różne siedliska – od obszarów pustynnych przez różne typy lasów po mokradła, tereny rolnicze i zurbanizowane. Preferują tereny zalesione.

## Charakterystyka
Do tej rodziny należą zwierzęta małe lub średnie, zwykle z długim ogonem i o szerokim pysku, o tępym uzębieniu przystosowanym do rozdrabniania różnorodnego pokarmu. Pysk wydłużony, krótszy niż u psowatych, ale dłuższy niż u kotowatych. Uszy krótkie, sterczące. Ubarwienie szare lub brązowe, u niektórych kontrastowe w części twarzowej głowy, z ciemnymi i jasnymi pierścieniami na ogonie. Szopowate są stopochodne, ich kończyny mają po pięć palców zakończonych krótkimi, zakrzywionymi pazurami.
Są zwierzętami wszystkożernymi, żywiącymi się pokarmem pochodzenia roślinnego i zwierzęcego włącznie z małymi ssakami i ptakami. Niektóre gatunki żyją w grupach rodzinnych, inne w parach, a samce ostronosów prowadzą samotniczy tryb życia. Większość szopowatych jest aktywna w nocy. Wszystkie potrafią wspinać się po drzewach, często szukają tam schronienia przed drapieżnikami. Ze względu na cenne futro są często obiektem polowań.

## Systematyka
Większość badaczy wyróżnia dwie podrodziny szopowatych: Procyoninae (szopy) i Potosinae. Badania Klausa-Petera Koepfliego i in. wykazały trzy linie rozwojowe szopowatych.
Klasyfikacja (rodzaje występujące współcześnie) na podstawie Illustrated Checklist of the Mammals of the World (2020), All the Mammals of the World (2023) i Mammal Diversity Database (2023):
- Potos É. Geoffroy Saint-Hilaire & F. Cuvier, 1795 – kinkażu – jedynym przedstawicielem jest Potos flavus (von Schreber, 1774) – kinkażu żółty
- Bassaricyon J.A. Allen, 1876 – olingo
- Nasua Storr, 1780 – ostronos
- Bassariscus Coues, 1887 – szopik
- Procyon Storr, 1780 – szop

Początkowo do rodziny szopowatych zaliczano występującą w Azji pandkę rudą i pandę wielką, obecnie klasyfikowane odpowiednio w rodzinach pandkowatych i niedźwiedziowatych.
Opisano również rodzaje wymarłe:
- Angustictis Wolsan, 1993[36] – jedynym przedstawicielem był Angustictis mayri (Dehm, 1950)
- Arctonasua Baskin, 1982[37]
- Bavarictis Mödden, 1991[38] – jedynym przedstawicielem był Bavarictis gaimersheimensis Mödden, 1991
- Bassaricyonoides Baskin & Morea, 2003[26]
- Broiliana Dehm, 1950[39]
- Chapalmalania Ameghino, 1908[40]
- Cyonasua Ameghino, 1885[41]
- Edaphocyon J.A. Wilson, 1960[42]
- Paranasua Baskin, 1982[43] – jedynym przedstawicielem był Paranasua biradica Baskin, 1982
- Parapotos Baskin, 2003[44] – jedynym przedstawicielem był Parapotos tedfordi Baskin, 2003
- Probassariscus J.C. Merriam, 1911[45] – jedynym przedstawicielem był Probassariscus matthewi J.C. Merriam, 1911
- Protoprocyon Linares, 1982[46] – jedynym przedstawicielem był Protoprocyon savagei Linares, 1982